# Mihalovics József
Mihalovics József, Mihalović Josip; ugyancsak Mihalovits vagy Mihalovich (Torontáltorda, 1814. január 16. – Zágráb, 1891. február 19.) bíboros, zágrábi érsek.

## Életrajz

### Származás
A Mihalovics család (előfordul Mihalovich, Mihalovits, Mihalović, Mihajlović formában is) szerb–horvát–magyar nemesi család volt Szlavóniában. A nemességet III. Károly (1711–1740) adományozta nekik 1716-ban, mert a Habsburg Birodalom tisztjeiként bátran harcoltak a törökök ellen. 1763-ig ortodox hitvallásúak voltak, a Mihajlović vezetéknevet viselték. Teljes egységre léptek Rómával, így megkezdődött a társadalmi és gazdasági felemelkedésük. A család több jelentős személyiséget adott a történelemnek, közülük a legismertebbek közé tartozik Mihalovich Ödön (1842-1929), Károly (=Dragutin 1830–1918), Hugó (1874-1956), Mihalovics Zsigmond (1899–1959) és leginkább József (Josip, 1814–1891).

### Iskoláztatása
Tordán született, az Osztrák Császárságban (ma Torda, település Nagybecskerek mellett a Vajdaságban, Szerbiában). Elemi iskoláit is itt végezte. Általános iskolába (grammatika) Tordán és Nagybecskereken járt, a középiskolát (gimnáziumot, humanisztikát) Szegeden, felsőbb iskolát Temesváron végezte, ahol bevégezte teológiai doktorátust szerzett. 1834-től a püspöki hivatalban volt irodaigazgató. 1836. augusztus 12-én Lonovics József csanádi püspök szentelte pappá. 1837-ben Temesvár belvárosában lett káplán, majd 1837-től szertartásmester (ceremoniarius) és szentszéki jegyző; 1841-ben püspöki titkár és kísérő a bérmautakon, majd 1846-ban püspökségi irodaigazgató. 1848 februárjában kanonok lett, 1849-ben püspöki helynök (provicarius generalis).

### Népek tavasza
A „népek tavasza” viharos eseményei őt is magukkal ragadták. Mint magyar felkelőt Temesváron katonai bíróság elé állították; november 17-én megfosztották minden hivatalától, titulusától, vagyonától, négy év börtönre ítélték, ebből körülbelül két évet letöltött Lipótvárában (Nyitra közelében, ma Szlovákia). 1852-ben kegyelmet kapott, de még négy évig csak segédlelkész lehetett szülőfalujában, rendőri felügyelet alatt. 1855 októberében plébános lett Német Besenován 1859-től esperes és iskolai felügyelő. 1861 májusában ismét kanonok lett, júniusban Temesvár-gyárvárosi lelkész és Vaskai Szentmárton apátja.

## Püspök és bíboros

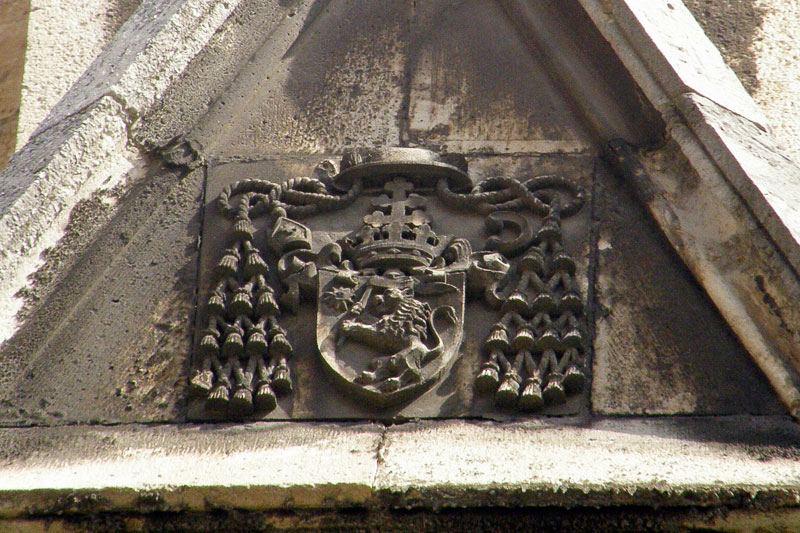
Mihalovics József bíboros címere a zágrábi székesegyház portálján

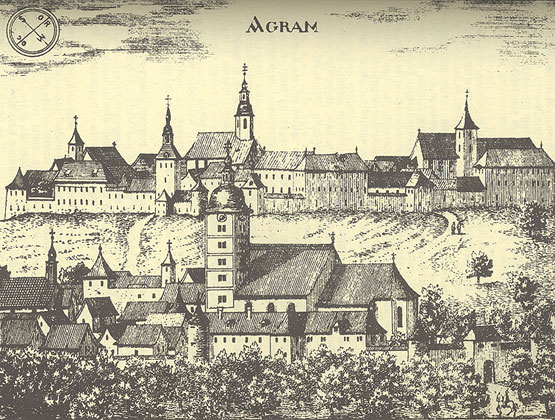
Janez Vajkard Valvazor: Kaptol a régi székesegyházzal (1686 körül)

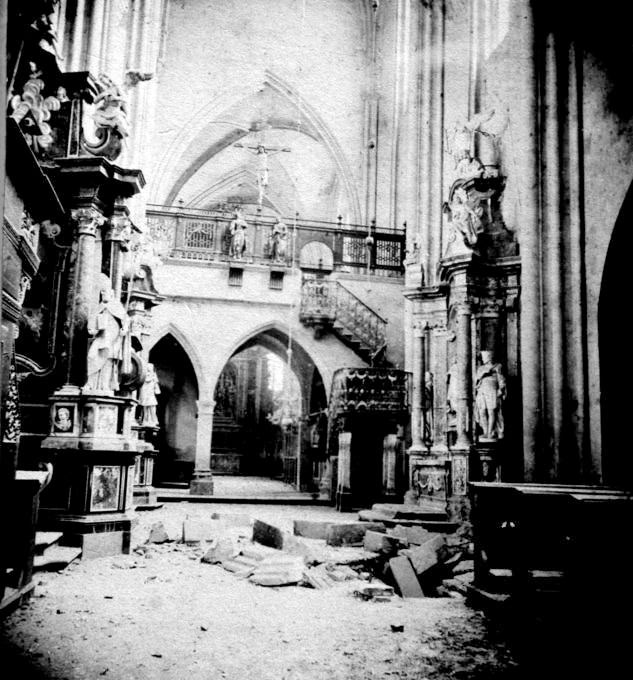
zágrábi székesegyház 1880, november 9-én történt földrengés maradványai (Foto: Hinko Krapek)

1868-ban kinevezték dulmi címzetes püspökké, majd 1870. május 4-én zágrábi érsekké. Július 17-én szentelték püspökké Bécsben. A főszentelő Mariano Falcinelli Antoniacci OSB címzetes athéni érsek volt. Beiktatása Zágrábban történt 1870. augusztus 6-án.
1877 júniusában boldog IX. Piusz pápa kinevezte a San Pancrazio fuori le mura bíboros-papjává. A bíborosi kalapot Rómában vette át a Szent Péter-bazilikában 1877. június 25-én. 1878-ban részt vett a konklávén, melyen megválasztották XIII. Leó pápát. Mihalovics nem szívesen engedelmeskedett a király akaratának, hogy zágrábi érsek legyen. Már 1881-es Zágrábba érkezésekor elhatározta, hogy lemond és kéri áthelyezését egy magyar ajkú püspökségbe, azzal indokolva kérelmét, hogy nem élhet egy „ellenséges zágrábi környezetben”, de a király és egyházi elöljárók kérésének eleget téve maradt.

### Munkássága
Az egyházi és népi kultúrában, valamint politikai életben mélyen gyökereztek elődje, Haulik György (*1786, érsek 1853, †1869.) tettei, valamint kortársa, Josip Juraj Strossmayer (1815-1905). Mégis különösen a lelki élet terén igyekezett tevékenykedni. Tevékenykedésében különösen a papi hivatások szorgalmazásán dolgozott, így 1878-ban megnyílik a kisszeminárium és gimnázium. A papnevelésre négy kanonok jövedelmét rendelte el.
Mihalovics kinevezte Juraj Posilovićot mint szerkesztőt a Zágrábi Katolikus Laphoz (Zagrebački katolički list, 1872-1875). Posilović emellett 1874-ben rendes előadó lett Teológiai Fakultáson a I. Ferenc József által újonnan megalapított Zágrábi egyetemen. Itt működött egésze püspökké való kinevezéséig Zengg- Modrus püspökségbe. Az újságában több szakmai értekezése volt kapcsolatba az Első vatikáni Zsinattal (1869.-1870.) – valamint a jelentős Örök Pásztor (Pastor Æternus) konstitúcióhoz, amely tartalmazza a pápai csalhatatlanságot, amelyért a liberálisok élesen elítélték a jezsuitákat, mint annak valószínű szerzőjét. A Lap jelentette, hogy Strossmayer a zsinati rendelkezéseket megjelentette püspökségi értesítőjében s ezzel azokat valóban elfogadta.

### Földrengés és a székesegyház megújítása
Mihalics bíboros nagy műve megújítani a zágrábi székesegyházat, amelynek védőszentje »Mária Mennybevétele, Szent István és László Király«. Már 1874-ben megkezdte Strossmayer – akinek Szlavoniában nagy és gazdag birtokai voltak – gyűjteni a megújításra; alig kezdte ezt a munkát, amikor félbeszakította az erős földrengés 1881. november 9-én, amely nagyon megrongálta Zágrábot, mást templomokat, de a székesegyházat legjobban; így még nagyobb javításokba és munkálatokba kellett kezdeniük.
7 óra, 33 perc és 53 másodperckor, ezen a napon, Zágrábban pusztító földrengés volt (6,3 fokos a Richter skála szerint), az epicentruma területileg a Zágrábi hegységek (Medvednica, Zagrebačka gor, Sljeme). Az anyagi kár az akkor állami évi költségvetés fele volt. A földrengésben tehát súlyosan megsérült a Boldogságos Szűz Mária mennybevétele (társvédőszentek Szent István és László királyok) gotikus stílusi katedrális, amelyben éppen akkor a mellékoltáron misézett Franjo Rački kanonok (1828-1894). Megéléseit megírta az „Obzor” című újságban:
 »... amikor kiáltás hallatszót, a boltívek törése és sötétség porfelhővel kísérve, úgy, hogy látható volt a templom és a falak borzalmas mozgása.« 
A 17. század végén, de különösen a 18. században a székesegyház belsejét túltengték a szép barokk oltárok – összesen 32 oltár volt, ezekből csak három került be a megújított székesegyházba (unv. „Bollé katedrálisa”). A földrengés után megindult a székesegyház felújítása. (1880–1902) neogótikus stílusban Bollé Hermann építész vezetése alatt, valamint Izidora Kršnjavski védnökségével. A felújítás ára kitett 2.494.430 koronát és 76 fillért. Zágrábi székesegyház megkapta mai alakját. Hiányos a tető az üvegezett cseréppel, mint amilyennel fedve van a Felső város Szent Márk temploma (Sveti Marko u Gornjem gradu), az úgynevezett „zágrábi székesegyház zászlója” (zastava zagrebačke katedrale), amely az elévültség következtében 1961-ben lecserélték rézbádogra. 

A székesegyház megújítása már a földrengés előtt megkezdődött. Strossmayer már 1874-ben megindította a nyilvánosságot a felújításra. Bollénak Strossmayer 1878-ban adott eszmeterveket a féújításra. Már a következő évben Mihalovics elindította a felújítást, amely a médiákban az az alábbi nevet kapta: „Bollé katedrálisa” („Bolléova katedrala“). A munkálatokat csak a földrengés után lehetett nagyobb mértékben folytatni. A megújítás végét már Mihalovics érsek nem érte meg, mert 1891-ben elhunyt.

## Halála és emléke
Mihalovics elhunyt 1891. február 19-én Zágrábban életének 77. évében. Eltemették a székesegyházban, amelynek felújítását már nem érte meg. Liberális »Obzor« folyóirat, amely sokszor ellenkezett vele, halálával kapcsolatban megjegyezte,
»nem igazolta a nép félelmét sem a remény azoknak másoknok, hogy szolgáljon. Számára a szelídség és az igazságosság királysága nem voltak üres szavak. Állandóan a horvát ellenséges fogadtatásnak volt a terhelése alatt, amely akadályozta munkájában.«
A horvátok között is megmaradt magyarnak, személyzetét is közülük válogatta.
Szelíd, okos magatartásával a kezdetben bizalmatlan horvát népnek teljes rokonszenvét megnyerte.